# Montes Claros
Montes Claros es una ciudad y municipio del estado brasileño de Minas Gerais. Se trata de la mayor ciudad del norte de Minas Gerais, por lo que concentra la actividad de esa zona y del sur del estado de Bahía.
Montes Claros es un municipio en el norte del estado de Minas Gerais. Pertenece a la micro homónima y mesorregión Mina Norte, que se encuentra al norte de la capital del estado, esta distante unos 422 km. Ocupa una superficie de 582.034 km ² 3, 38.7 km cuadrados están en el área urbana y el resto de 3543.334 kilómetros cuadrados forman el campo. En julio de 2015 su población fue estimada por el IBGE en 394,350 habitantes. 
El asiento tiene una temperatura promedio anual de 22.65 °C y la vegetación del condado predomina una mezcla de sabana y sabana. En cuanto a la flota de automóviles en 2009 se contabilizaron 120,436 vehículos. Con una tasa de urbanización de alrededor del 90%, la ciudad tenía en 2009 con 224 establecimientos de salud. Su índice de desarrollo humano (IDH) es 0,770, considerando como alto en relación con el país, que está por encima de la media estatal y nacional en el mismo año.
Montes Claros se emancipó en el siglo XIX y, durante un tiempo largo, la industria y el comercio como las actividades económicas importantes, y se considera un centro industrial regional. Actualmente se compone de diez distritos, y se subdivide todavía en unos 200 barrios y pueblos. Tiene muchos atractivos naturales, históricos o culturales, como el Municipal de Parques Milton Prates, Guimarães Rosa y Sapucaia, que son importantes zonas verdes y edificios como la Catedral de Nuestra Señora de Aparecida y la pequeña Iglesia de Morrinhos, además de varios sitios arqueológicos.

## Geografía
El término municipal, según el Instituto Brasileño de Geografía y Estadística, es de 3 582,034 kilómetros cuadrados, 38,7 kilómetros cuadrados conforman el área urbana y el resto de 3543.334 kilómetros cuadrados forman el campo. Se encuentra a 16 ° 44'06 "de latitud sur y 43 ° 51 '43" de longitud oeste. Se encuentra a una distancia de 422 kilómetros al norte de la capital del estado. Sus municipios vecinos son São João da Ponte, al norte; Capitão Eneas, al noreste; Francisco Sá, al este; Juramento y Glaucilândia, sureste; Bocaiuva e Engenheiro Navarro, al sur; Por supuesto, las pociones, al suroeste; São João da Lagoa y Coração de Jesús, al oeste; y Mirabela y Patis a noroeste.